# Eusébio
Eusébio da Silva Ferreira, ismertebb nevén egyszerűen Eusébio (Lourenço Marques,  1942. január 25. – Lisszabon, 2014. január 5.) aranylabdás portugál labdarúgó. Beceneve a „Fekete Párduc”. 2009-ben neki ítélték Az UEFA elnökének díját.

## Jellemzése
A portugál labdarúgás történetének egyik legnagyobb játékosa az akkor portugál gyarmatnak számító Mozambikban született és nevelkedett. Ő volt az első afrikai labdarúgó, aki világhírnévre tett szert. A Sportinghoz 1961-ben érkezett próbajátékra, de a Benfica emberei egyszerűen elrabolták a repülőgépről, és addig bújtatták, amíg elült a botrány. Edzője a magyar veterán, Guttmann Béla volt. Tehetségét sportemberként alkalmazta, mindig tisztességesen küzdött. Életpályájának emlékezetes stadionja a Wembley (BEK-döntő, világbajnokság).

## Csapatban
1952-ben belépett a mozambiki Lourenço Marques-i Sportingba, amely az azonos nevű portugál óriásklub utánpótlásáról gondoskodott. 1961-től a Benfica játékosa volt. 1962-ben a bajnokcsapatok Európa-kupájának győztese lett. 1965-ben Európában az év legjobb játékosának választották.
A Benfica csapatánál eltöltött 15 szezon alatt tizenegy alkalommal lett portugál bajnok, mellette hétszer gólkirály címet is szerzett, valamint kétszeres portugál kupagyőztes.
Karrierjét befejezve, pályafutásának fennmaradó éveinek túlnyomó részét Észak-Amerikában töltötte, de megállapodni egyik csapatánál sem tudott.

## A portugál válogatottban
1961-ben tagja lett a portugál labdarúgó-válogatottnak. 1966-ban a világbajnokságon 9 góljával gólkirály volt, a válogatott a harmadik helyen végzett.

## Sikerei, díjai

### Benfica
- Portugál bajnok (11): 1960–61, 1962–63, 1963–64, 1965–66, 1966–67, 1967–68, 1968–69, 1970–71, 1971–72, 1972–73, 1974–75
- Portugál kupa (5): 1962, 1964, 1969, 1970, 1972
- BEK-győztes (1): 1962

### Toronto Metros-Croatia
- Észak-amerikai bajnok: 1976

### Portugália
- Világbajnoki bronzérmes: 1966

## Halála
2014. január 5-én szívelégtelenségben hunyt el lisszaboni otthonában.

## Kitüntetései

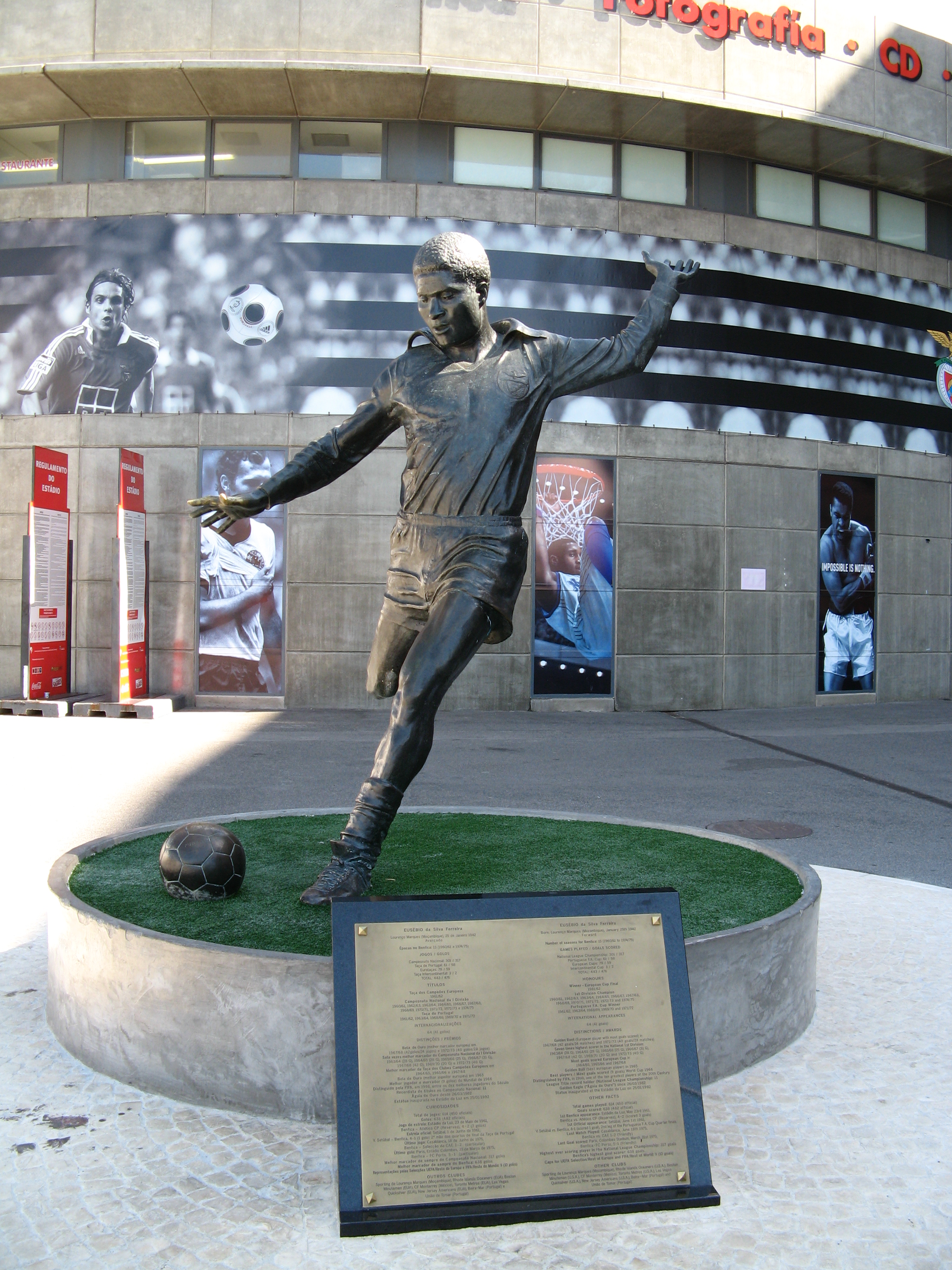
Eusébio szobra a Benfica stadionja, az Estádio da Luz előtt

- 1992-ben leleplezték szobrát a lisszaboni Estádio da Luz, a Benfica stadionja előtt.
- A róla készült film alcíme ez volt: Sua Majertade o Rej, vagyis Őfelsége, a király.